# Sootoro
Sootoro is een Aramese militie die in 2012 werd gesticht na de uitbraak van de Syrische Burgeroorlog in Qamishli door de Aramese en Armeense bevolking. De militie steunde de voormalige president Bashar al-Assad en de Ba'athistische ideologie. 

## Doelstelling
De militie heeft voornamelijk als doel om de Aramese/christelijke minderheid in Syrië te beschermen, met het oog op het gouvernement Al-Hasakah, waar een relatief grote Aramese bevolking woont.